# Edmund al II-lea al Angliei
Edmund Braț-de-Fier (conform folosirii în original, Edmund Ironside) sau Edmund al II-lea (n. 988 d.Hr., Wessex – d. 30 noiembrie 1016, Oxford, Regatul Angliei) a fost regele Angliei din 23 aprilie până pe 18 octombrie 1016 și al Wessexului din 23 aprilie până pe 30 noiembrie 1016.
Potrivit Cronicilor anglo-saxone, porecla i-a fost acordată datorită vitejiei sale de a rezista în fața invaziei daneze condusă de Knut cel Mare. A luptat în cinci bătălii împotriva danezilor, încheind cu înfrângerea împotriva lui Knut, la data de 18 octombrie, în Bătălia de la Assandun, după care, cei doi au fost de acord să împartă regatul, Edmund luând regatul Wessex și Knut restul teritoriilor. Edmund a murit la scurt timp după aceea, pe 30 noiembrie, iar Knut a devenit regele întregului regat al Angliei.
Edmund a fost al treilea din cei șase fii ai regelui Ethelred, conceput cu prima sa soție, Ælfgifu, care a fost, probabil, fiica Contelui Thored de Northumbria. Mama sa a murit în jurul anului 1000, după care tatăl său s-a recăsătorit cu Emma de Normandia, cu care a avut doi copii, Edward și Edmund. 

## Lupta pentru putere
După moartea lui Sweyn al Danemarcei, în februarie 1014, și după ce cele Cinci Districte ale Regatului Mercia (The Five Boroughs) l-au acceptat pe fiul său Knut, care se căsătorise cu o rudă de-a lui Sigeferth și Morcar, acesta a fost investit rege. Cu toate acestea, Ethelred s-a întors în Anglia și a lansat un atac surpriză, care a dus la înfrângerea vikingilor și l-a forțat pe Knut să fugă din Anglia. 
În 1015, Sigeferth și Morcar au participat la o adunare în Oxford, probabil în speranța că vor obține iertare regală, însă au fost uciși de Eadric Streona. Regele Ethelred a ordonat apoi ca văduva lui Sigeferth, Ealdgyth, să fie ridicată și adusă la Abația Malmesbury, însă Eduard s-a măritat cu ea, în ciuda opoziției tatălui său, probabil pentru a-și consolida baza de putere în regiunea de est din Midlands. A primit, la rândul său, supunerea oamenilor din cele Cinci Districte ale Merciei.
În același timp, Knut a lansat o nouă invazie în Anglia. La sfârșitul anului 1015, Edmund a ridicat o armată, probabil fiind ajutat de legăturile soției sale și ale mamei lui, însă Mercienii, sub Eadric Steona, au adunat sașii din vest și i s-au alăturat lui Knut. La începutul anului 1016, armata condusă de Edmund s-a dispersat, atunci când Ethelred nu a apărut ca să-i conducă, probabil din cauza bolii. Edmund a ridicat o nouă armată cu ajutorul Contelui Uhtred din Northumbria, devastând teritoriile lui Eadric Steona din Mercia, dar atunci când Knut a ocupat Northumbria, Uhtred s-a prezentata la el pentru a fi ucis de Knut. Edmund a mers la Londra. 

## Domnia
Ethelred a murit pe 23 aprilie 1016, iar cetățenii și consilierii din Londra l-au ales pe Edmund ca rege, și, probabil, l-au încoronat. Edmund a făcut un ultim efort pentru a revigora apărarea Angliei. În timp ce danezii au asediat Londra, Edmund s-a îndreptat spre Wessex, unde oamenii s-au prezentat la chemarea sa și au adunat o armată. Edmund a dus lupte împotriva danezilor și susținătorilor acestora, englezii din Penselwood, Somerset și Sherston, în Wiltshire, apoi a ridicat asediul de la Londra și i-a învins pe danezi lângă Brentford.
Aceștia au reînnoit asediul în timp ce Eduard se dusese în Wessex pentru a ridica trupe suplimentare, revenind pentru a calma din nou „zarva din Londra,” învingându-l încă o dată, pe Knut, la Oxford, și împingându-l pe acesta și trupele sale în Kent. Eadric Streona s-a alăturat lui Eduard, dar în bătălia decisivă de la Assandun, pe 18 octombrie, Eadric și oamenii lui au dezertat, iar Knut l-a învins pe Eduard.
Este posibil să mai fi fost o luptă în pădurea din Dean, după care cei doi regi au negociat o pace între țările lor. Edmund a primit Wessex-ul, în timp ce Knut a luat Mercia și Northumbria.

## Decesul și urmașii săi
La scurt timp după aceea, la 30 noiembrie 1016, regele Eduard a murit, probabil în Londra. Knut era singurul capabil să preia controlul în calitate de rege al regatului Angliei. Eduard a fost îngropat la Abația Glastonbury, în Somerset.
Edmund a avut doi copii cu Ealdgyth: Eduard Exilatul și Edmund. Potrivit lui John din Worcester, Knut i-a trimis regelui Scoției pentru a fi uciși, însă regele i-a trimis în schimb în Ungaria, unde Edmund a murit iar Eduard a prosperat, întorcându-se apoi în Anglia, în 1057, pentru a muri la câteva zile după sosirea sa.